# آرثر هيو
آرثر هيو (بالإنجليزية: Arthur Emyr)‏ هو لاعب اتحاد الرغبي ومقدم تلفزيوني بريطاني، ولد في 27 يوليو 1962 في بانغور في المملكة المتحدة.

## وصلات خارجية
- آرثر جونز عل موقع إسبنسكروم (الإنجليزية)
- آرثر جونز على موقع ItsRugby.co.uk (الإنجليزية)